# Propaganda protestante durante la Reforma

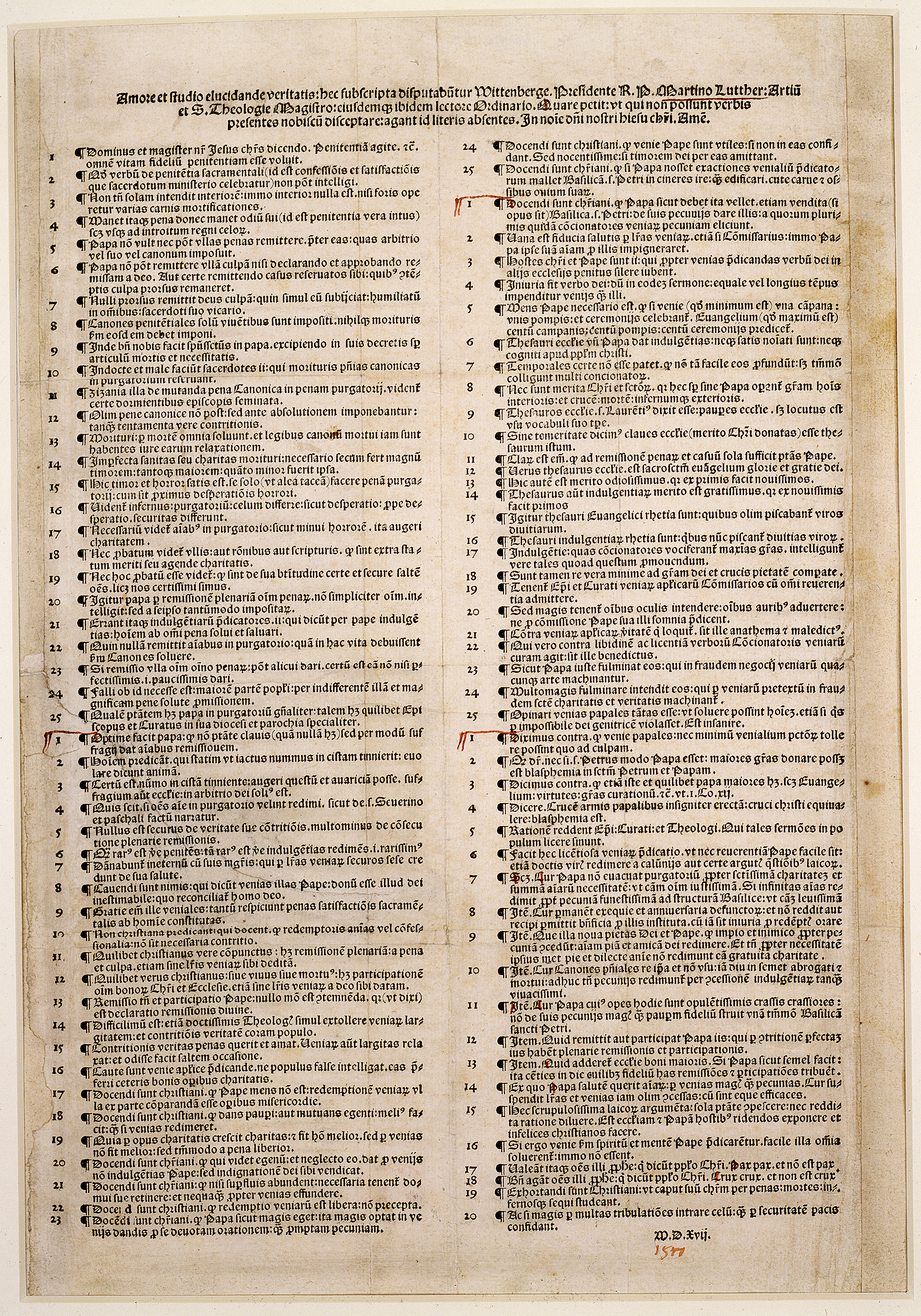
Las 95 tesis de Lutero en formato de pancarta en Núremberg en 1517 (actualmente en la Biblioteca Estatal de Berlín).

La propaganda durante la Reforma protestante consistió en una serie de informaciones e impresos defendiendo el movimiento iniciado por Martín Lutero y atacando al catolicismo y sus defensores.
Fue ayudada por la expansión de la imprenta en toda Europa y en particular dentro de Alemania, lo que provocó que nuevas ideas, pensamientos y doctrinas se pusieran a disposición del público de maneras que nunca se había visto antes del siglo XVI. La imprenta fue inventada aproximadamente en 1450 por Johannes Gutenberg y se extendió rápidamente a otras ciudades importantes de Europa. Durante la expansión de la Reforma en 1517, había centros de impresión en más de 200 de las principales ciudades europeas. Estos centros se convirtieron en los principales productores de obras de reforma de los protestantes y, en algunos casos, de obras de contrarreforma presentadas por los católicos.

## Textos y folletos impresos
Hubo varios medios diferentes de propaganda utilizados durante la Reforma, incluidos panfletos/volantes, textos, cartas y traducciones de la Biblia/Nuevo Testamento a las lenguas vulgares. Los panfletos o volantes eran una de las formas más comunes de propaganda, que generalmente constaban de entre ocho y dieciséis páginas, eran relativamente pequeños y fáciles de ocultar a las autoridades. Esto los hizo muy útiles para los reformadores cuyas ideas no fueron aceptadas por las autoridades católicas. La mayoría de estos panfletos promovieron la Reforma y las ideas protestantes; sin embargo, los propagandistas católicos también utilizaron panfletos, pero no con el mismo efecto.
La propaganda protestante y católica durante la Reforma intentó convencer al público de que adoptara o continuara sus prácticas religiosas. Los propagandistas de ambos grupos intentaron publicar documentos sobre la doctrina de la Iglesia, ya sea para retener a sus creyentes o para influir en los nuevos creyentes. Ocasionalmente, estos textos impresos también actuaron como manuales para que los laicos se refirieran a la manera apropiada de comportarse dentro de la iglesia y la sociedad.
Los textos impresos y los folletos estaban disponibles para un gran número de personas alfabetizadas, a un precio relativamente asequible. Además, las ideas y creencias de los escritores de la reforma, incluido Martín Lutero, también se difundieron ampliamente de forma oral a un gran número de personas analfabetas que de otra manera no habrían estado involucradas con la Reforma.

### Propaganda protestante

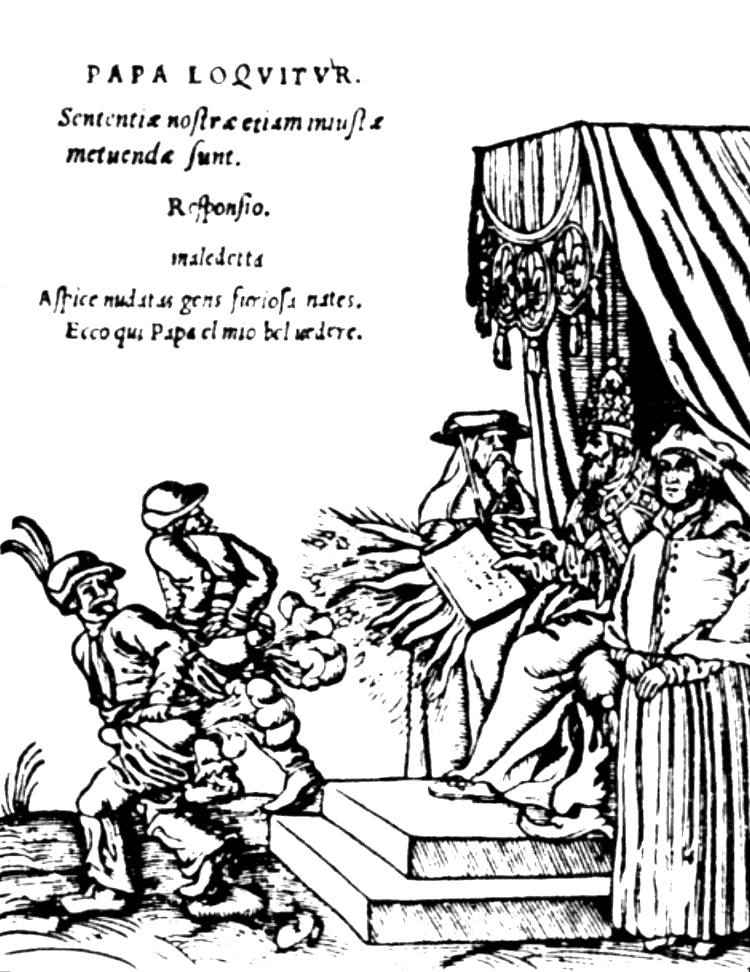
Procedente de una serie de grabados en madera (1545) a los que generalmente se hace referencia como Papstspotbilder o Papstspottbilder, de Lucas Cranach, encargado por Martín Lutero. Título: Besando los pies del Papa. Los campesinos alemanes responden a una bula papal del papa Pablo III. El título dice: «No nos asustes Papa, con tu prohibición, y no seas un hombre tan furioso. De lo contrario, nos daremos la vuelta y les mostraremos el trasero».

La propaganda protestante y la doctrina de su iglesia rompieron con las convenciones tradicionales de la Iglesia Católica. Pidieron un cambio en la forma en que se dirigía la iglesia e insistieron en que se detuviera la compra y venta de indulgencias y cargos religiosos, así como la corrupción papal que se había permitido que ocurriera. Además de esto, los reformadores cuestionaron la autoridad de la Iglesia y, en particular, del Papa. Los protestantes creían que la principal autoridad de su iglesia debería ser el Evangelio o las Escrituras (expuestas por interpretación privada) y no el Papa, que es la cabeza terrenal de la Iglesia católica.
Otro mensaje dominante que se encontró en la propaganda protestante fue la idea de que cada persona debería tener acceso a la Biblia para interpretarla por sí misma; esta fue la razón principal por la que Lutero tradujo al alemán y publicó numerosas copias del Nuevo Testamento durante los años de la Reforma. Los protestantes cuestionaron la creencia de que el Papa tenía la autoridad exclusiva para interpretar las Escrituras. Esto se puede ver en la publicación de Lutero titulada A la nobleza cristiana de la nación alemana, que criticaba la creencia católica de que el Papa era supremo y podía interpretar las Escrituras como mejor le pareciera. Para combatir esto, Lutero presentó argumentos en la Biblia que indicaban que todos tenían la capacidad de interpretar las Escrituras y no solo el Papa.
En términos de tono y estilo, la propaganda de la Reforma, aunque a veces de tono serio, era a menudo satírica, con juegos de palabras y sarcasmo. En esto desarrolló tradiciones medievales anteriores de sátira religiosa. Un ejemplo de esto sería el comentario de Martín Lutero sobre la Vida de Juan Crisóstomo en su Die Lügend von S. Johanne Chrysostomo [Las mentiras de s. Juan Crisóstomo].
Los mensajes de la Reforma fueron muy controvertidos y con frecuencia fueron prohibidos en ciudades católicas. A pesar de este intento de la Iglesia Católica de contener y reprimir la propaganda protestante, los propagandistas protestantes encontraron formas efectivas de difundir sus mensajes. El uso de folletos se convirtió en el método principal para difundir las ideas y la doctrina protestante. Los panfletos tomaban poco tiempo para producirse y podían imprimirse y venderse rápidamente, lo que dificultaba su localización por parte de las autoridades y, por lo tanto, los convertía en un método de propaganda muy eficaz. La gran cantidad de folletos producidos durante este período de tiempo indica que las obras protestantes durante la Reforma estaban disponibles de manera constante y en gran escala, haciendo que las ideas controvertidas fueran accesibles a las masas. Esta es una de las razones por las que los protestantes tuvieron éxito en su campaña de propaganda y en la Reforma.

### Reacción católica a la propaganda protestante
La disensión de los reformadores no fue bien recibida por los católicos, que llamaron herético este comportamiento y las obras de los propagandistas protestantes. No estaban de acuerdo con los reformadores protestantes y los mensajes que presentaban al público. La mayoría de los católicos creían que los asuntos de la Iglesia no deberían discutirse con los laicos, sino mantenerse a puerta cerrada. La mayoría de las obras publicadas por los católicos fueron contrarreformantes y reactivas.
En lugar de publicar obras proactivas, los apologistas católicos a menudo refutan los argumentos de Lutero y otros protestantes después de haber sido publicados. Un ejemplo de una campaña de propaganda reactiva publicitada por los católicos fue con respecto a la Guerra de los Campesinos de 1525. Los propagandistas culparon a Lutero de la Guerra de los Campesinos y de todos los disturbios causados por ella. Muchos escritores católicos importantes creían que si Lutero no hubiera escrito sus obras heréticas, la violencia causada por la Guerra de los Campesinos no habría ocurrido. Esto se puede ver en el trabajo de Jerónimo Emser titulado Respuesta a la ‹abominación› de Lutero contra la santa oración secreta de la misa, también cómo, dónde y con qué palabras Lutero instó, escribió y promovió la rebelión en sus libros publicados en Dresde en 1525. En realidad, Emser citaba el trabajo de Lutero en este artículo y, al hacerlo, introdujo inadvertidamente las ideas y doctrinas protestantes a los lectores católicos que pueden no haber tenido ninguna exposición previa a ellas.
A diferencia de los protestantes cuyo objetivo eran las masas a través de obras impresas en la lengua vernácula de la gente, los propagandistas católicos apuntaban a personas influyentes como sacerdotes que predicaban a sus congregaciones semanalmente. Así, con menos obras llegaron a un gran público católico.
Aunque los propagandistas católicos llevaron a cabo algunas campañas de propaganda efectivas, principalmente la campaña contra Lutero con respecto a la Guerra de los Campesinos, descuidaron hacer llegar su mensaje al público en general. No lograron capitalizar de la forma en que pudieron hacerlo los propagandistas protestantes; no solían producir obras en la lengua vernácula, lo que había sido una táctica eficaz para los protestantes. También las publicaciones católicas, ya sea en alemán o en latín, producidas durante los años de la reforma fueron superadas en gran medida por los protestantes. El gran volumen de publicaciones protestantes hizo imposible que los propagandistas católicos sofocaran las ideas y doctrinas protestantes que transformaron el pensamiento y la doctrina religiosos en el siglo XVI.

## Principales propagandistas durante la Reforma
Hubo varios reformadores protestantes que desempeñaron un papel en el éxito de la propaganda protestante, como Andreas Karlstadt, Urbanus Rhegius y Felipe Melanchthon. La persona más influyente fue Martín Lutero. Lutero escribió mucho más que cualquier otro reformador destacado, y la mayoría de sus obras estaban en lengua vernácula alemana. Se estima que las obras de Lutero tenían más de 2200 impresiones (con reimpresiones) en 1530, y continuó escribiendo hasta el momento de su muerte en 1546.
El uso que hizo Lutero del lenguaje del pueblo fue una de las ideas principales de la Reforma. Creía en el «sacerdocio de todos los creyentes», que cada persona era un sacerdote por derecho propio y podía tomar el control de su propia fe. Del total de impresiones de Lutero en vida, estimadas en alrededor de 3183, 2645 se escribieron en alemán y solo 538 en latín. El predominio de Lutero significó que la campaña de propaganda protestante fuera coherente, con un mensaje coherente y accesible.
Lutero produjo otras obras: sermones, que se leyeron en las iglesias de todo el Imperio; traducciones de la Biblia, principalmente el Nuevo Testamento escrito en alemán; doctrina sobre cómo comportarse dentro de la iglesia y la sociedad; y multitud de cartas y tratados. A menudo, Lutero escribió en respuesta a otras personas que habían criticado sus obras o habían pedido una aclaración o justificación sobre un tema. Tres de los principales tratados de Lutero, escritos en 1520, son A la nobleza cristiana de la nación alemana, Sobre la libertad de un cristiano y Sobre el cautiverio babilónico de la Iglesia ; estas obras fueron documentos importantes para la Reforma en su conjunto.
Los propagandistas católicos no fueron inicialmente tan exitosos como los protestantes, pero incluyeron varias figuras notables: Johann Cochlaeus, Jerónimo Emser, Georg Witzel y Johann Eck, quienes escribieron en defensa del catolicismo y contra Lutero y el protestantismo. Produjeron un total combinado de 247 obras.